# 弗鲁瓦代斯特雷
弗鲁瓦代斯特雷（法語：Froidestrées）是法国皮卡第大区埃纳省的一个市镇，属于韦尔万区拉卡佩勒县。该市镇2009年时的人口为176人。

## 人口
弗鲁瓦代斯特雷人口变化图示
| 数据来源：INSEE |